# Stripování
Stripování (také striping nebo stripping) je proces, kterým jsou z kapaliny odháněny proudem procházejícího plynu těkavé látky. Pro tento účel lze použít vzduch, kouřové plyny, obsahující cca 10 % CO2 (které lze proto použít současně pro neutralizaci alkalických sloučenin nebo okyselování vody) a vodní páru. Proces stripování probíhá ve stripovacích věžích, kde dochází ke kontaktu mezi kapalnou (l) a plynou (g) fází.

## Stripovací procesy
Stripování lze realizovat v diskontinuálním nebo kontinuálním procesu. V diskontinuálním procesu se zpravidla jedná o nádrž, která se napustí upravovanou vodou a po vystripování nežádoucích látek se vypustí a proces se opakuje. Obvyklejší je kontinuální proces, realizovaný nejčastěji v koloně, do níž je přiváděna shora voda a do její dolní části plyn. Kolona bývá dělená přepážkami, síty nebo výplňovými tělísky (Rashingovy kroužky, polypropylenové síťoviny,…), aby se zdokonalil styk mezi (g) a (l) fází a zmenšilo se mísení kapaliny ve směru proudu. V daném případě se jedná o protiproudový systém.
Stripováním lze odstranit z vody těkavé látky:
- a) organické

	Alifatické a aromatické uhlovodíky,
	jejich chlorované a nitrované sloučeniny,
	fenol s jeho deriváty a
	pesticidy
- b) anorganické sloučeniny v jejich nedisociované formě

amoniak, sulfan, oxid uhličitý, kyanovodík, radon
ad a) Rychlost desorpce organických sloučenin je určena jejich rozpustností ve vodě a těkavostí. Pro uhlovodíky, případně chlorované uhlovodíky lze použít stripování vzduchem. Z porovnání rychlosti desorpce benzenu, toluenu a xylenu na průtočné koloně v kontinuálním procesu vyplývá, že tato rychlost se zvyšuje v uvedeném pořadí sloučenin, což je dáno jejich klesající rozpustností, přestože body varu v tomto pořadí rostou.
Volba plynu se řídí druhem sloučeniny. Nejobvyklejší je vzduch. Pokud se požaduje současné okyselení vody, je možno použít kouřové plyny. Pro stripování fenolů a jejich derivátů se používá vodní pára. V tomto případě se vlastně jedná o destilaci vodní parou.
U stripovacích postupů je třeba dbát na to, aby nedocházelo k nepřípustnému znečištění ovzduší. Proto se například při stripování ropných látek vzduchem doporučuje zařadit filtr s aktivním uhlím pro zachycení těchto látek v proháněném vzduchu s regenerací filtru vodní parou.

## Kinetika desorpce v diskontinuálním procesu
V daném uspořádání při konstantním průtoku plynu (vzduchu) platí, že rychlost úbytku látky z roztoku (desorpce) je přímo úměrná jeho koncentraci.
dC/dt)=-k1´*c
log(cp/c)=k1*c
kde c je koncentrace látky ve vodě (mg·l−1) v čase t (min), cp je počáteční koncentrace látky (mg·l−1) v čase t = 0, k1´, k1 jsou konstanty určující rychlost desorpce
log(cp/c)=k2*V
kde V je objem plynu prošlý kapalinou za jinak stejných podmínek uspořádání systému. Z toho vztahu vyplývá, že zdvojnásobením průtokové rychlosti plynu lze dosáhnout dosáhnout stejné účinnosti desorpce za poloviční dobu.
Účinnost desorpce stripováním je závislá vedle vlastností látek tímto způsobem odstraňovaných na:
1. teplotě (l) s jejímž růstem se účinnost procesu zvyšuje.
2. tlaku, s jehož růstem se účinnost procesu zvyšuje.
3. uspořádání systému (rychlosti přívodu plynu, jeho rozptýlením do kapalného prostředí a době kontaktu obou fází)

## Stripovací (provzdušňovací) věž
Schéma stripovací věže na čištění odpadních vod:
Stripovací věže bývají navrhovány o průměru 0,9 až 2,0 m a o výšce 6 až 15 m.
Provzdušňovací věž je stojatá nádoba čtvercového průřezu, sestávající z části patní, středových dílů s vestavbou a z části hlavové, ve které je umístěn demister pro záchyt vodních kapek. Uvedené části věže jsou spojeny přírubami. Přívod vody do věže je hlavovou částí pláště. Hrdlo pro připojení ventilátoru je umístěno v patní části pláště. Na patní části pláště je umístěn ventil pro odběr vzorků vody a odkalovací výpusť. Výška provzdušňovací věže je snadno nastavitelná libovolným počtem středových dílů s ohledem na typ a vstupní koncentraci látky, která je určena k separaci z vody.

### Použití
- - Vodárenství – výroba pitné vody, odstraňování radonu, oxidu uhličitého (odkyselení vody), sulfanu (sirovodíku) a těkavých organických látek z podzemní vody
  - Asanace – čištění kontaminované podzemní vody, odstraňování trichlorethylenu, perchloerthylenu, benzinu a nafty z vody
  - Odpadní vody – odstraňování amoniaku, sirovodíku, sirouhlíku a jiných těkavých látek z odpadních vod, účinnost odstraňování těkavých látek z vody je vyšší než 99%.
  - Výroba močoviny
- Výplně
  - zajišťují vyšší měrný povrch » dochází k napěnění vody » lepší prostup rozpuštěné látky z (l) do (g)

## Zajímavosti
- Stripování se používá i v analytické chemii u voltametrie jako elektrochemická stripping analýza (ESA), s rozpouštěcím "stripping" krokem, kde se zaznamenává změna proudu na vkládaném napětí. (viz Dr. I.Švancara a Ing R. Metelka Stripping Voltametrie).
- Slovo "stripping" se v české literatuře píše jedním i dvěma "p".